# Kisbolygó

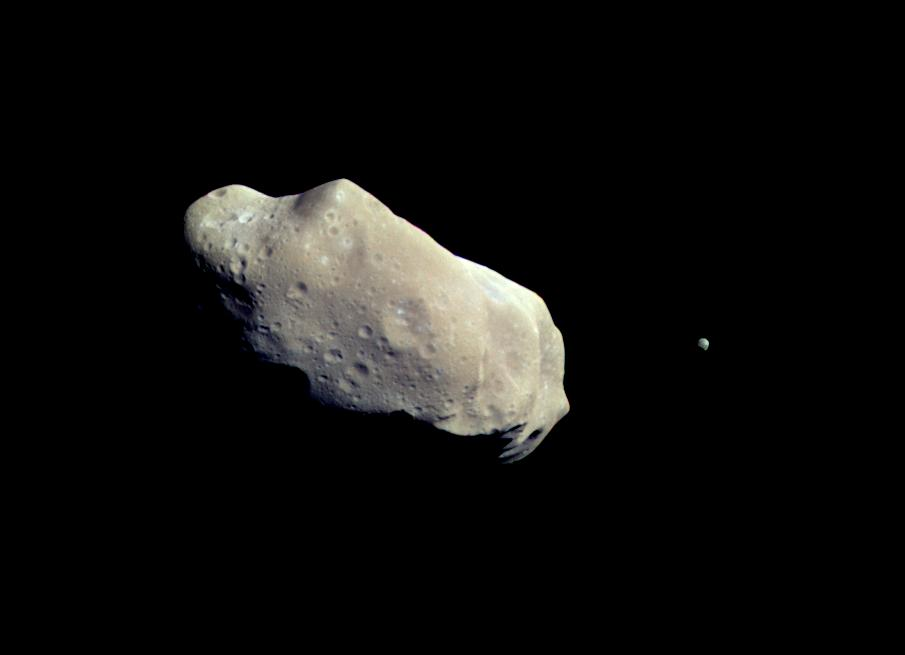
A 243 Ida kisbolygó és holdja, a Dactyl

A 2004 FH földsúroló kisbolygó elmozdulása a háttércsillagok előtt, földközelben. A képen jobbról átszáguldó fehér csík egy műhold nyoma.

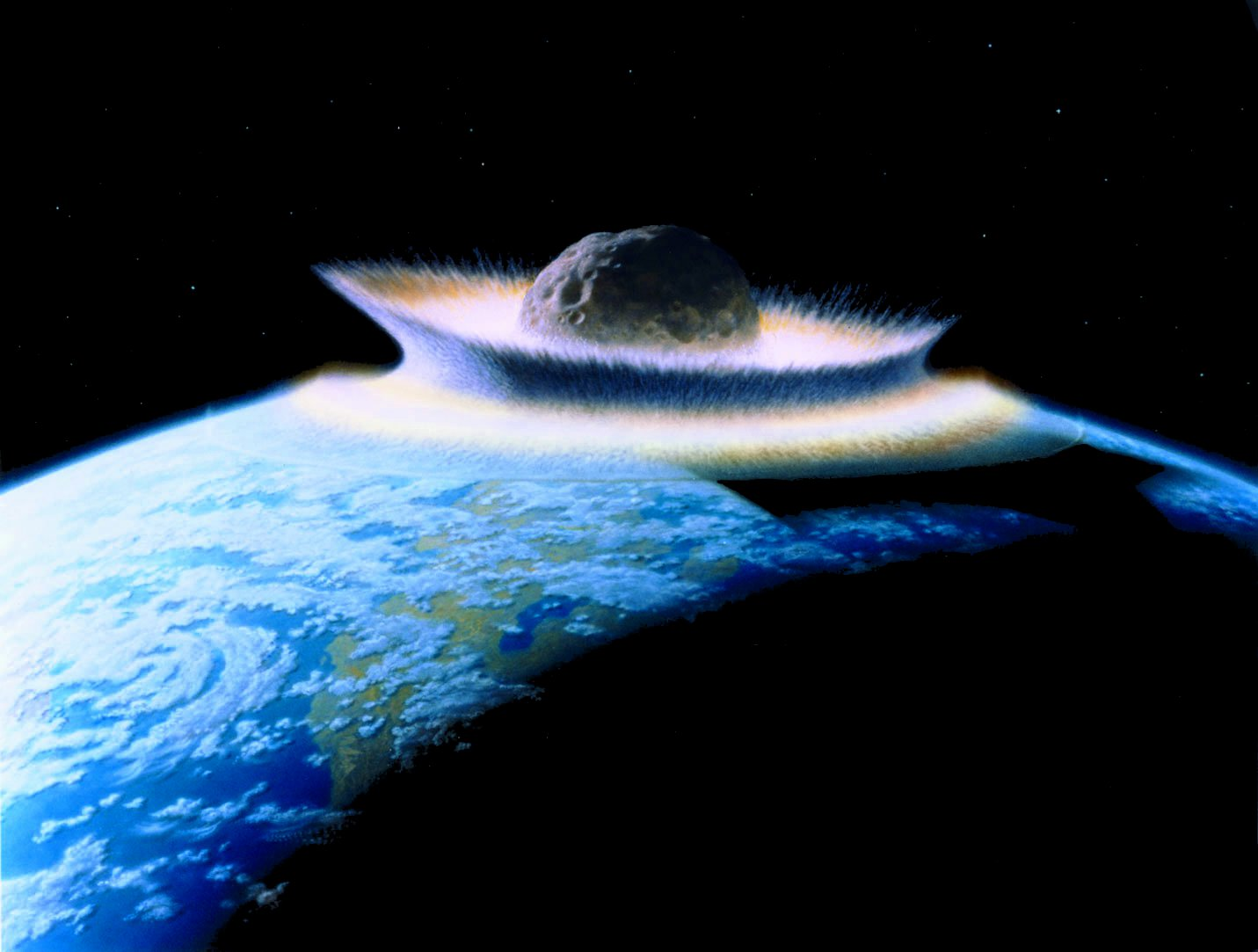
Fantáziakép egy a Földhöz hasonló kőzetbolygóba csapódó kisbolygóról

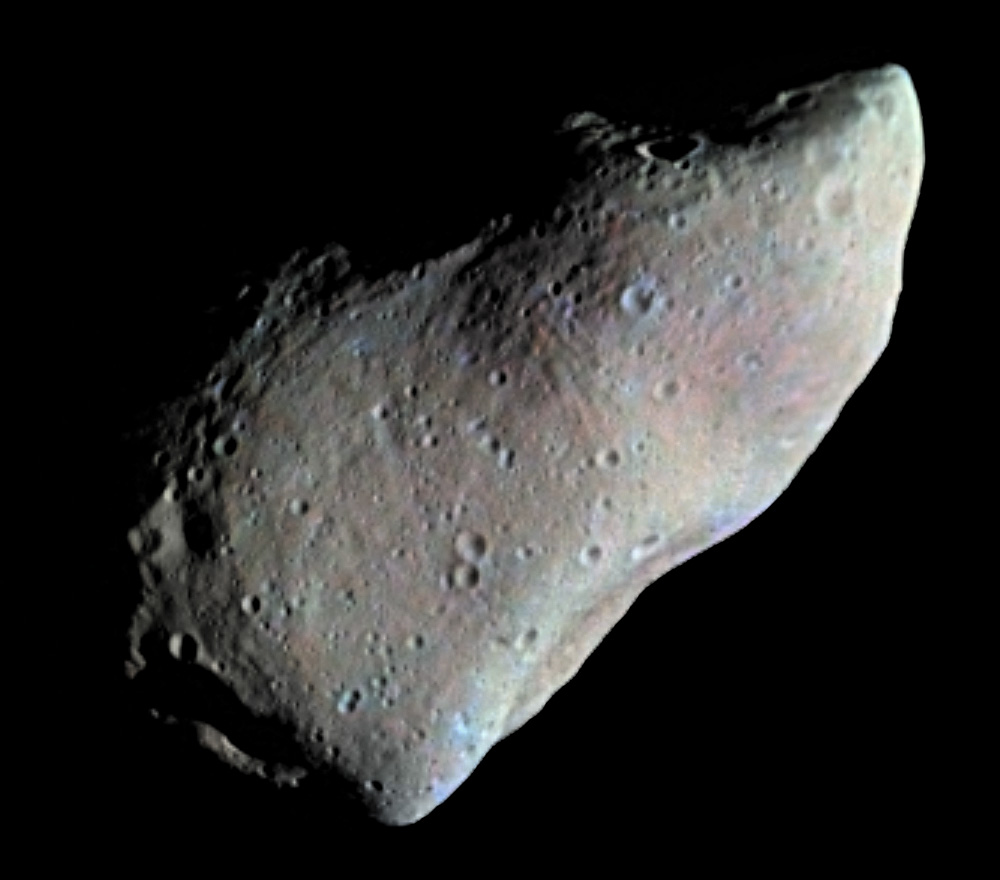
A 951 Gaspra

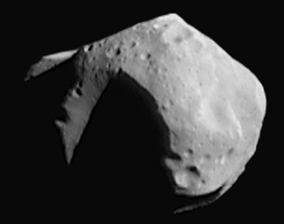
A 253 Mathilde

Egy kisbolygó vagy aszteroida a törpebolygónál kisebb, 1 méterestől akár 1000 kilométeres átmérőig terjedő, szabálytalan alakú, szilárd anyagú égitest, amely nem rendelkezik atmoszférával, és csillag körül kering. A legtöbb kisbolygó feltehetően a protoplanetáris korongból származik, melyek nem álltak össze bolygóvá a csillagrendszer kialakulásakor. Néhányuk saját holddal is rendelkezik.
A mi Naprendszerünkben a kisbolygók többsége a kisbolygóövben található; ellipszis alakú pályán keringenek a Nap körül, a Mars és a Jupiter pályája között, illetve a Kuiper-övben, azaz a Pluto környékén helyezkednek el. A nagyobb ismert kisbolygók közé tartozik többek között a Vesta, a Juno, a Pallas, és az Eros.
A fő kisbolygóövben megtalálhatóak olyan, úgynevezett földsúroló kisbolygók, amelyek 1 kilométernél nagyobbak, és Nap körüli keringésük során keresztezik a Föld pályáját. Ezzel a mérettel már veszélyt jelenthetnek egy, a Földdel való potenciális ütközés során.

## Felfedezésük
Az első kisbolygót, a Cerest 1801. január 1-jén fedezte fel Giuseppe Piazzi (az égitestet 2006. szeptember 13-án az IAU törpebolygóvá minősítette). Az aszteroidák azonosításához több napnyi megfigyelés szükséges. Ez idő alatt minden éjszaka lejegyzik a csillagok helyzetét. A képeken elmozduló fénypontot aszteroidaként azonosítják.

## Elnevezésük
Más nyelvekben a kisbolygót planetoid(á)nak – azaz bolygószerűnek – is nevezik, a magyarban ezt a kifejezést nem szokás használni.
1925 óta a kisbolygók felfedezésükkor egy ideiglenes elnevezést kapnak, amennyiben legalább két éjszaka sikeresen megfigyelték őket és nem azonosíthatóak egyetlen, már korábban besorolt objektummal sem. Az ideiglenes név három részből áll:
- a felfedezés évszáma
- egy betű, amely egy félhónapot jelöl (A-Y, I kivételével; A:január 1-15, B:január 16-31, C:február 1-15 stb.).
- egy második betű, esetleg egy számmal kiegészítve, amely az adott félhónapban mutatja, hányadikként fedezték fel a kisbolygót (A-Z, I kivételével; 25-nél több felfedezés esetén újrakezdődik, és kiegészül egy számmal)

A fentiek szerinti ideiglenes névből ugyanazon aszteroidára vonatkozóan több különböző is lehet.
Miután az égitest pályáját sikerül úgy meghatározni, hogy a pozíciója hosszú időre megbízhatóan előrejelezhető legyen, a kisbolygó kap egy végleges sorszámot. Ezután a felfedező tehet javaslatot egy elnevezésre, melyet a Nemzetközi Csillagászati Uniónak kell jóváhagynia. A jóváhagyásig a sorszámot és a felfedezés dátuma alapján a fent leírt módon képzett ideiglenes nevet együtt használják. A végleges név hivatalos írásmódja: (sorszám) név.
Például a 2004. augusztus 6-án felfedezett kisbolygó a 2004 PO1 ideiglenes nevet kapta, amely a sorszámmal kiegészítve a (157141) 2004 PO1 volt egészen addig, amíg végleges elnevezését 2008. május 21-én jóvá nem hagyták. A végleges neve: (157141) Sopron. (De nem minden felfedezett kisbolygó kap végleges számot. Pl. a 2014 AA, az év első felfedezése egy ún. földközeli kisbolygó volt, amely a légkörbe érve rögtön el is égett.)

Felfedezett kisbolygók száma

2014. év végén a végleges számmal ellátott kisbolygók száma meghaladta a 420 000-et, a névvel ellátottak száma pedig a 19 000-et. Ma már havonta kb. tízezer új kisbolygót regisztrálnak.

## Osztályozásuk

### Pálya szerinti osztályozás
Az egyik korai osztályozást Hirajama Kijocugu japán csillagász végezte el, aki 10 új csoportot definiált. (Ennek a bázisa mintegy 500 kisbolygó pályaadata volt). Később az osztályozást pontosította Brouwer, D. (1951). Van Houten C. J. (1971) holland csillagász bővítése már a Leideni Egyetem kutatási program nyomán mintegy 1000 kisbolygóval bővített bázist vett alapul. Tovább bővítette az osztályozást Williams J. G. amerikai csillagász.

### Spektrális osztályozás
A kisbolygók ezen osztályozása több paraméter, a csillagászati színképelemzés eredményei, a szín és az albedó alapján történik, melyek alapján az égitestek felszínének összetételére tudnak következtetni. A modern osztályozás alapjait 1975-ben fektette le Clark R. Chapman, David Morrison és Ben Zellner. Az aszteroidákat három csoportra osztották:
- C típusú kisbolygók, melybe az ismert kisbolygók 75%-át sorolták. Igen sötétek, felszínükön kondrit és hidrált szilikátok vannak jelen
- S típusú kisbolygók, 17%-os aránnyal. Felszínüket jórészt szilikátok alkotják
- U besorolást kapott a többi, a fenti két osztályba nem besorolható aszteroida

Ezt az osztályozást később finomították és bővítették, jelenleg többféle osztályozási séma létezik. A két legfontosabb ezek közül a Tholen-féle, illetve a SMASS osztályozás.

#### Tholen-féle osztályozás
Ezt az osztályozást 1984-ben javasolta először David James Tholen. A kisbolygó-színkép a felszínt alkotó anyagoktól, azok szemcseméretétől és a felszín egészének állapotától függ. A kisbolygók többsége az alábbi három fő csoport valamelyikébe tartozik:
- C csoport
  - B típus

A B típus tulajdonságaiban a C típusra hasonlít, az albedó viszont nagyobb, mint a C típusnál. Ritka típus.
- - F típus

Az F típus tulajdonsága: gyenge abszorpciós (elnyelési) vonalakat mutat az UV-tartományban.
- - G típus

A G típus tulajdonságai: hasonlít a C típusra, az UV-tartományban erős abszorpciós vonalakat tartalmaz.
- - C típus

A C típus tulajdonságai: igen sötét, a geometriai albedó 0,065 alatti. Az ilyen felszíneken kondrit és hidrált szilikátok vannak jelen. Előfordulásának gyakorisága 75%. Főleg a Naptól távol gyakori.
- S típusú kisbolygók

Az S típus jellemzői: az albedó 0,07–0,23 közé esik. Gyakorisága 15%. Különböző szilikátok alkotják. A kisbolygó felszínén gyakran található sok por. Ez a legheterogénebb színképi osztály, amely a Naphoz viszonylag közel keringő kisbolygókra jellemző (kb. 1 AU távolságban). Hét alosztályba lehet tovább osztályozni őket.
- X csoport
  - M típusú kisbolygók

Az M típus tulajdonságai: fémekre: (vasra, nikkelre) jellemző spektrum, amely valószínűleg nagy méretű és differenciálódott kisbolygó ütközéssel felszakadt magja.
- - E típusú kisbolygók

Az E típus tulajdonságai: nagy albedójú (jó fényvisszaverő), ensztatit kondritos vagy akondritos anyag, esetleg olvadásos-üvegesedéses folyamattal. A Naphoz közelebb gyakoribb.
- - P típus

Az egyéb, kisebb csoportok:
- A típus

Az A típus jellemzői: extrém vörös színű aszteroidák erős abszorpciós vonalakkal, amelyek olivin jelenlétére utalnak. Előfordulásuk ritka.
- D típus
- T típus
- Q típus
- R típus
  - V típus

A V típus jellemzői: a vas elnyelési vonalak (0.95 és 1.95 mikronnál) alapján bazalt anyagú kisbolygófelszínekre jellemzők. A Vesta kisbolygóhoz hasonló pályán keringenek, és valószínű, hogy a Vesta töredékei ezek a kisbolygók.

#### Egy érdekes és fontos kisbolygó

A 216 Kleopatra kisbolygó alakja egy óriási méretű kutyacsonthoz hasonlít

Érdekes végigkövetni a 434 Hungaria kisbolygó „sorsát”. A Hirajama-féle osztályozással pályatípus-kisbolygó lett (Hungaria dinamikai család) és a belső öv hangsúlyos, névadó égitestje. Pályájának félnagytengelye 1,9 CsE. Később, a színképi osztályok fölállításánál az E típusú kisbolygók típusos képviselője lett. Ezek a legjobban fényvisszaverő kisbolygók is. Ha távlatosan magyar űreszköz feladatára gondolunk, érdemes célul kitűzni e kisbolygó meglátogatását és felszínének vizsgálatát.

## Öregedő aszteroidák
Egy 2009-es kutatás szerint a napszél hatására a kisbolygók felszíne gyorsabban öregszik, mint ahogyan azt korábban gondolták. A kisbolygófelszínek öregedési folyamatának egyedül az időskálája volt kérdéses. Spanyolországi és hawaii-szigeteki megfigyelések tisztázták azt, hogy a kisbolygók milyen gyorsan öregszenek.
Ha két aszteroida összeütközik, a darabokból olyan kisbolygócsalád alakul ki, melyek tagjai felszínének nagy része még friss. A megfigyelés szerint a feldarabolódás során felszínre került részek öregedési folyamata nagyon gyors, mindössze 1 millió év. A kutatás vezetője, Pierre Vemazza (ESA – European Space Agency) magyarázata szerint az oka a Nap részecskesugárzása, az úgynevezett napszél.

## Magyar vonatkozású kisbolygók
(A lista nem teljes)
| Kisbolygó           | Felfedezés dátuma    | Felfedező                                                             |
| ------------------- | -------------------- | --------------------------------------------------------------------- |
| 434 Hungaria        | 1898. szeptember 1.  | Max Wolf (Heidelberg)                                                 |
| 908 Buda            | 1918. november 30.   | Max Wolf (Heidelberg)                                                 |
| 999 Zachia          | 1923. augusztus 9.   | Karl Wilhelm Reinmuth (Heidelberg)                                    |
| 1257 Móra           | 1932. augusztus 8.   | Karl Wilhelm Reinmuth (Heidelberg)                                    |
| 1259 Ógyalla        | 1933. január 29.     | Karl Wilhelm Reinmuth (Heidelberg)                                    |
| 1436 Salonta        | 1936. december 11.   | Kulin György                                                          |
| 1441 Bolyai         | 1937. november 26.   | Kulin György                                                          |
| 1442 Corvina        | 1937. december 29.   | Kulin György                                                          |
| 1444 Pannonia       | 1938. január 6.      | Kulin György                                                          |
| 1445 Konkolya       | 1938. január 6.      | Kulin György                                                          |
| 1452 Hunnia         | 1938. február 26.    | Kulin György                                                          |
| 1489 Attila         | 1939. április 12.    | Kulin György                                                          |
| 1513 Mátra          | 1940. március 10.    | Kulin György                                                          |
| 1537 Transylvania   | 1940. augusztus 27.  | Strommer Gyula                                                        |
| 1538 Detre          | 1940. szeptember 8.  | Kulin György                                                          |
| 1546 Izsák          | 1941. szeptember 28. | Kulin György                                                          |
| 1710 Gothard        | 1941. október 20.    | Kulin György                                                          |
| 2043 Ortutay        | 1936. november 12.   | Kulin György                                                          |
| 2058 Róka           | 1938. január 22.     | Kulin György                                                          |
| 2242 Balaton        | 1936. október 13.    | Kulin György                                                          |
| 3019 Kulin          | 1940. január 7.      | Kulin György                                                          |
| 3103 Eger           | 1982. január 20.     | Lovas Miklós                                                          |
| 3427 Szentmártoni   | 1938. január 6.      | Kulin György                                                          |
| 3652 Soros          | 1981. október 6.     | Tamara Mihajlovna Szmirnova                                           |
| 3716 Petzval        | 1980. október 2.     | Antonín Mrkos                                                         |
| 3727 Maxhell        | 1981. augusztus 7.   | Antonín Mrkos                                                         |
| 3892 Dezső          | 1941. április 19.    | Liisi Oterma                                                          |
| 3910 Liszt          | 1988. szeptember 16. | Eric Walter Elst                                                      |
| 4132 Bartók         | 1988. március 12.    | Jeff T. Alu                                                           |
| 4170 Semmelweis     | 1980. augusztus 6.   | Zdeňka Vávrová                                                        |
| 4483 Petőfi         | 1986. szeptember 9.  | L. G. Karacskina                                                      |
| 4992 Kálmán         | 1982. október 25.    | L. V. Zhuravleva                                                      |
| 5006 Teller         | 1989. április 5.     | Eleanor F. Helin                                                      |
| 5694 Berényi        | 1960. szeptember 24. | Cornelis Johannes van Houten Ingrid van Houten-Groeneveld Tom Gehrels |
| 5801 Vasarely       | 1984. január 26.     | Antonín Mrkos (Klet)                                                  |
| 6817 Pest           | 1982. január 20.     | Antonín Mrkos (Klet)                                                  |
| 10444 de Hevesy     | 1973. szeptember 30. | Cornelis Johannes van Houten Ingrid van Houten-Groeneveld             |
| 11830 Jessenius     | 1984. május 2.       | Antonín Mrkos (Klet)                                                  |
| 13121 Tisza         | 1994. február 7.     | Eric Walter Elst                                                      |
| 13122 Dráva         | 1994. február 7.     | Eric Walter Elst                                                      |
| 14181 Koromházi     | 1998. november 20.   | Sárneczky Krisztián Kiss László                                       |
| 28196 Szeged        | 1998. december 15.   | Kiss László Sárneczky Krisztián                                       |
| 29646 Polya         | 1998. november 16.   | Paul G. Comba                                                         |
| 30306 Frigyesriesz  | 2000. május 2.       | Paul G. Comba                                                         |
| 30307 Marcelriesz   | 2000. május 2.       | Paul G. Comba                                                         |
| 31872 Terkán        | 2000. március 13.    | Sárneczky Krisztián Szabó M. Gyula                                    |
| 38442 Szilárd       | 1999. október 24.    | Sárneczky Krisztián Szabó M. Gyula                                    |
| 39971 József        | 1998. április 2.     | Sárneczky Krisztián Kiss László                                       |
| 45300 Thewrewk      | 2000. január 1.      | Sárneczky Krisztián Kiss László                                       |
| 53029 Wodetzky      | 1998. november 22.   | Sárneczky Krisztián Kiss László                                       |
| 67308 Öveges        | 2000. április 21.    | Sárneczky Krisztián Kiss László                                       |
| 75570 Jenőwigner    | 2001. január 1.      | Sárneczky Krisztián Kiss László                                       |
| 75823 Csokonai      | 2000. január 28.     | Sárneczky Krisztián Kiss László                                       |
| 82071 Debrecen      | 2000. december 31.   | Sárneczky Krisztián Kiss László                                       |
| 82092 Kalocsa       | 2001. február 27.    | Sárneczky Krisztián Derekas Alíz                                      |
| 82656 Puskás        | 2001. augusztus 10.  | Sárneczky Krisztián Szabó M. Gyula Sziládi Katalin                    |
| 84919 Karinthy      | 2003. november 3.    | Sárneczky Krisztián Mészáros Szabolcs                                 |
| 91024 Széchenyi     | 1998. február 28.    | Sárneczky Krisztián Kiss László                                       |
| 95179 Berkó         | 2002. január 16.     | Sárneczky Krisztián Heiner Zsuzsanna                                  |
| 106869 Irinyi       | 2000. december 31.   | Sárneczky Krisztián Kiss László                                       |
| 107052 Aquincum     | 2001. január 1.      | Sárneczky Krisztián Kiss László                                       |
| 111468 Alba Regia   | 2001. december 23.   | Sárneczky Krisztián Fűrész Gábor                                      |
| 111570 Ágasvár      | 2002. január 11.     | Sárneczky Krisztián Heiner Zsuzsanna                                  |
| 114990 Szeidl       | 2003. augusztus 26.  | Sárneczky Krisztián Sipőcz Brigitta                                   |
| 114991 Balázs       | 2003. augusztus 26.  | Sárneczky Krisztián Sipőcz Brigitta                                   |
| 117086 Lóczy        | 2004. június 8.      | Sárneczky Krisztián Szabó M. Gyula                                    |
| 126245 Kandókálmán  | 2002. január 13.     | Sárneczky Krisztián Heiner Zsuzsanna                                  |
| 129259 Tapolca      | 2005. augusztus 25.  | Sárneczky Krisztián Szám Dorottya                                     |
| 125071 Lugosi       | 2001. október 8.     | Sárneczky Krisztián                                                   |
| 131762 Csonka       | 2002. január 11.     | Sárneczky Krisztián Heiner Zsuzsanna                                  |
| 131763 Donátbánki   | 2002. január 11.     | Sárneczky Krisztián Heiner Zsuzsanna                                  |
| 132718 Kemény       | 2002. július 23.     | Sárneczky Krisztián                                                   |
| 132874 Latinovits   | 2002. szeptember 9.  | Sárneczky Krisztián                                                   |
| 133250 Rubik        | 2003. szeptember 5.  | Sárneczky Krisztián Sipőcz Brigitta                                   |
| 139028 Haynald      | 2001. február 28.    | Sárneczky Krisztián Derekas Aliz                                      |
| 157141 Sopron       | 2004. augusztus 6.   | Sárneczky Krisztián                                                   |
| 163819 Teleki       | 2003. szeptember 7.  | Sárneczky Krisztián Sipőcz Brigitta                                   |
| 166886 Ybl          | 2002. december 2.    | Sárneczky Krisztián                                                   |
| 167018 Csontoscsaba | 2003. augusztus 23.  | Sárneczky Krisztián                                                   |
| 175437 Zsivótzky    | 2006. augusztus 21.  | Sárneczky Krisztián Kuti Zoltán                                       |

### Magyar nyelven
- A kisbolygók eloszlása a Naprendszerben (sok ábrával)
- A Kuiper-öv objektumai
- Magyar elnevezésű kisbolygók. [2007. december 15-i dátummal az eredetiből archiválva]. (Hozzáférés: 2010. december 2.)
- Magyar földrajzi nevek a Naprendszerben. (Hozzáférés: 2009. május 7.)
- Már több mint 15000 földközeli kisbolygót tartunk számon
- A kisbolygók (Sulinet)